# Mano propia
Mano Propia es una película boliviana dirigida por Rodrigo "Gory" Patiño, estrenada en 2024. El filme está protagonizado por Alejandro Marañón, Freddy Chipana y Carlos Ureña. La historia está inspirada en la crónica Tribus de la Inquisición de Roberto Naviaen y narra los eventos en torno a un linchamiento ocurrido en el trópico boliviano.

La película ha sido seleccionada para representar a Bolivia en la 97.ª edición de los Premios Óscar, en la categoría de Mejor Película Internacional.

## Sinopsis
Mario Vega (Alejandro Marañón) es un fiscal comprometido con la justicia, quien es enviado a Villa Nogales para enfrentar un caso delicado. Cinco jóvenes son acusados de haber robado un camión y, antes de que se inicie el proceso judicial, son secuestrados por un grupo de encapuchados y llevados a la plaza del pueblo, donde una turba enfurecida los amenaza con lincharlos. Mario, decidido a impedir la ejecución de un linchamiento sin un juicio adecuado, se une a Miguel (Freddy Chipana), el padre de uno de los acusados, y a Adrián, uno de los detenidos, en su intento por detener la violencia y restaurar el orden legal en la comunidad.

## Producción
Mano Propia fue producida por Claudia Gaensel, con la participación de Samuel Doria Medina y Leonel Fransezze como productores ejecutivos. El elenco principal está compuesto por Freddy Chipana y Alejandro Marañón. Durante el desarrollo del proyecto, la producción enfrentó varios desafíos, pero logró consolidar un equipo creativo destacado. Entre las principales colaboraciones artísticas se encuentran la música de Cergio Prudencio, la dirección de fotografía de Pablo Paniagua y el diseño sonoro de Federico Moreira.

## Lanzamiento
La premiere de gala de Mano Propia se llevó a cabo el 12 de septiembre de 2024 en los Prime Cinemas de Cochabamba. El evento contó con la participación del director Gory Patiño y Claudia Gaensel, junto con los actores Alejandro Marañón y Wiler Vidaurre. Después de su estreno en Cochabamba, la película se proyectó en otras ciudades de Bolivia, incluyendo Santa Cruz, donde se exhibió en Multicines Las Brisas.  Posteriormente, Mano Propia fue distribuida a nivel nacional, siendo proyectada en diversas salas de cine en todo el país.

## Recepción
Tras su estreno, Mano Propia fue seleccionada para participar en varios festivales de cine. La película se presentó en su versión de "work in progress" en el Festival Internacional de Cine de Guadalajara, donde recibió elogios tanto por las actuaciones como por la dirección.
La directora Claudia Gaensel comentó sobre el futuro de la película: "Esperamos vender la película a HBO, al igual que hicimos con Muralla y Pseudo, y creemos que tiene el potencial para repetir el éxito tanto en taquilla como en festivales internacionales".
En Bolivia, Mano Propia fue bien recibida por la crítica, aunque la asistencia a las salas de cine fue moderada. El cineasta Gory Patiño alentó al público a ver la película, destacando la complejidad del guion, que presenta tres perspectivas distintas: la del fiscal, la del padre de familia y la de uno de los jóvenes acusados.

### Critica
Mano Propia recibió críticas mixtas tras su estreno. El crítico Pedro Susz destacó que, aunque la película trata temas relevantes, el guion presenta algunas dificultades que afectan la coherencia narrativa. Según Susz, los diferentes puntos de vista en la historia no se entrelazan de manera efectiva, lo que provoca cierta confusión en la narrativa.